# GTS Telecom
GTS Telecom este unul dintre principalii furnizori și integratori de soluții IT&C și detelecomunicații din România, cu o experiență de peste 30 de ani în industrie. Compania oferă servicii naționale și internaționale de infrastructură IT, comunicații deate, cloud computing și securitate cibernetică, precum și servicii de date, voce, accesa internet și protecție anti-DDoS.
GTS Telecom deservește atât clienți din sectorul privat, cât și instituții publice și dispunee două centre de date localizate în București și Cluj-Napoca.

## Istoric
Începuturi și dezvoltare (1993-2003)
GTS Telecom își are originile în anul 1993 și are la bază parteneriate internaționale cu organizații precum Eunet, Ebone, KPNQwest și GTS Central Europe, pionieri în domeniul internetului și telecomunicațiilor la nivel global.
În anul 2000, EUnet România sa devenit KPNQwest / GTS România, extinzându-și semnificativ portofoliul de servicii prin includerea de soluții IT&C avansate. Un an mai târziu, compania este membru fondator al Asociației Naționale a Internet Service Providerilor din România (ANISP) și al RoNIX (Romanian Network for Internet eXchange).
Consolidare și extindere (2004-2013)
În 2004, fuziunea dintre KPNQwest și GTS România a dat naștere GTS Telecom, care va lansa imediat platforma GTS Voce. Trei ani mai târziu, în 2007, compania a inaugurat primul său centru de date în București, consolidându-și poziția de lider pe piața de telecomunicații și infrastructură IT.
Expansiunea continuă în 2010 prin achiziția Datek Telecom, iar în 2013, GTS Telecom introduce servicii avansate de cloud computing, răspunzând cerințelor tot mai mari ale pieței.
Achiziția de către Deutsche Telekom și dezvoltarea serviciilor (2014-prezent)
În iunie 2014, GTS Telecom este achiziționată de Deutsche Telekom, ca parte din grupului GTS Central Europe, compania continuând să opereze independent în România. Acest pas marchează un capitol major în evoluția companiei.
Doi ani mai târziu, GTS lansează al doilea său centru de date din România, la Cluj-Napoca, în clădirea Liberty Technology Park, și obține premiul EuroCloud Europe pentru “Cel mai bun serviciu cloud pentru piețe orizontale”.
În 2018, GTS Telecom sărbătorește 25 de ani de activitate.
În anul următor, compania lansează platforma GTS Firewall as a Service și soluția de securitate cibernetică Disaster Recovery, consolidându-și poziția pe segmentul de securitate IT.
Din 2022, GTS Telecom acționează ca un integrator de soluții IT&C, oferind servicii premium atât la nivel național, cât și internațional.
Servicii
GTS Telecom furnizează o gamă largă de soluții de telecomunicații și IT, inclusiv:
· Cloud computing – soluții de cloud privat și hibrid.
· Securitate cibernetică – protecție avansată împotriva amenințărilor informatice.
· Servicii de Data Center – infrastructură de găzduire și administrare a datelor.
· Infrastructură de telecomunicații – servicii de internet, rețele de date și soluții de conectivitate
Cifra de afaceri
| Anul          | 2023 | 2022 | 2021 | 2017 | 2013  | 2012 | 2011 | 2010 | 2009 | 2008 | 2007 |
| milioane euro | 38,8 | 46,9 | 42,4 | 18,5 | 19,24 | 20   | 20,5 | 18   | 19,7 | 19   | 16   |

Vezi și
· Deutsche Telekom
· ANISP
· RoNIX